# Funció de pèrdua

Exemples de funcions de pèrdua.

En l'optimització matemàtica i la teoria de la decisió, una funció de pèrdua o funció de cost (de vegades també anomenada funció d'error) és una funció que mapeja un esdeveniment o valors d'una o més variables en un nombre real que representa intuïtivament algun "cost" associat amb l'esdeveniment. Un problema d'optimització pretén minimitzar una funció de pèrdua. Una funció objectiu és o bé una funció de pèrdua o la seva oposada (en dominis específics, anomenades de diverses maneres una funció de recompensa, una funció de benefici, una funció d'utilitat, una funció de fitness, etc.), en aquest cas s'ha de maximitzar. La funció de pèrdua podria incloure termes de diversos nivells de la jerarquia.
En estadístiques, normalment s'utilitza una funció de pèrdua per a l'estimació de paràmetres, i l'esdeveniment en qüestió és una funció de la diferència entre els valors estimats i reals per a una instància de dades. El concepte, tan antic com Laplace, va ser reintroduït a les estadístiques per Abraham Wald a mitjans del segle xx. En el context de l'economia, per exemple, això sol ser un cost econòmic o una pena. En classificació, és la penalització per una classificació incorrecta d'un exemple. En ciència actuarial, s'utilitza en un context d'assegurança per modelar les prestacions pagades sobre les primes, especialment des dels treballs de Harald Cramér als anys 20. En un control òptim, la pèrdua és la penalització per no aconseguir un valor desitjat. En la gestió del risc financer, la funció està assignada a una pèrdua monetària.
Per a la majoria dels algorismes d'optimització, és desitjable tenir una funció de pèrdua que sigui globalment contínua i diferenciable.
Dues funcions de pèrdua molt utilitzades són la pèrdua al quadrat, {\displaystyle L(a)=a^{2}}, i la pèrdua absoluta, {\displaystyle L(a)=|a|}. Tanmateix, la pèrdua absoluta té l'inconvenient que no és diferenciable {\displaystyle a=0}. La pèrdua al quadrat té l'inconvenient que té la tendència a estar dominada per valors atípics, quan es suma sobre un conjunt de {\displaystyle a}'s (com en {\textstyle \sum _{i=1}^{n}L(a_{i})}), la suma final acostuma a ser el resultat d'uns quants valors a particularment grans, en lloc d'una expressió del valor a-mitjà.